# Городовой Олексій Володимирович
Олексій Володимирович Городовой (рос. Алексей Владимирович Городовой; нар. 10 серпня 1993, Ставрополь, Росія) — російський футболіст, воротар казанського «Рубіна», який виступає в оренді за «СКА-Хабаровськ».

## Життєпис
Футбольну кар'єру розпочав у молодіжних командах «Ростова» та «Динамо» (Ставрополь). Перший професіональний контракт підписав 2011 року з «Динамо». Дебютував у Другому дивізіоні 18 квітня 2012 року в переможному (3:2) домашньому поєдинку 27-го туру зони «Південь» проти «Біолога-Новокубанська». Олексій вийшов на поле на 78-й хвилині, замінивши Артура Кулумбегова У футболці «Динамо» зіграв 5 матчів у Другому дивізіоні на позиції нападника, ще 1 поєдинок провів у чемпіонаті на позиції воротаря. З 2012 по 2013 рік виступав за аматорський колектив «Нафтовик» (Нєфтєкумськ) та южносахалінський «Сахалін».
У 2013 році перебрався до «Якутії». Дебютував у футболці якутського клубу 23 липня 2013 року в переможному (2:0) виїзному поєдинку 1-го туру Другого дивізіону зони «Схід» проти новосибіського «Сибіру-2». Олексій вийшов на поле в стартовому складі та відіграв увесь матч. У складі «Якутії» зіграв 12 матчів у Другому дивізіоні. Потім виступав за інший друголіговий клуб, «Спартак» (Нальчик). У 2017—2018 році виступав за клуб з Першого дивізіону Норвегії «Конгсвінгер», у футболці якого зіграв 27 матчів.
31 січня 2019 року приєднався до представника Прем'єр-ліги Росії «Рубін» (Казань). Після цього відправився в оренду до завершення сезону в петербурзький «Зеніт». У футболці другої команди пітерців дебютував 3 березня 2019 року в переможному (1:0) домашньому поєдинку 25-го туру ФНЛ проти ярославльського «Шинника». Городовой вийшов на поле в стартовому складі та відіграв увесь матч. 17 червня 2020 року відправився в оренду до завершення сезону 2020/21 років у московський «Велес». 25 січня 2021 року орендну угоду достроково розірвали, а два дні по тому Олексій перейшов в оренду в «СКА-Хабаровськ».